# DWQ Dream World Quest
DWQ Dream World Quest é uma empresa de serviços brasileira. Fundada pelo engenheiro e motociclista Marcelo Leite.
HISTÓRIA
Fundada em 23 de março de 2011 com o objetivo de viabilizar grandes expedições de moto temáticas capazes de gerar conteúdo para projetos editoriais e iniciativas de assessoria corporativa.

O primeiro grande projeto da DWQ foi a EXPEDIÇÃO 5 CONTINENTES uma expedição de moto que atravessou os cinco continentes com duração de quase 2 anos (2011-2013).   

A partir de julho de 2013 começam as atividades de palestras corporativas com enfase em planejamento e liderança.   
Ao final de 2013 é lançado o livro ESTRADA PARA OS SONHOS - O que uma expedição pelos 5 continentes nos ensina sobre nossos maiores projetos pela Editora Gente (ISBN 978-85-7312-911-3).   

A partir de dezembro de 2013 começam as atividades de assessoria e consultoria para empresas com foco em planejamento, gestão de grandes projetos e estratégia de TI.
Em 18 de setembro de 2014 é lançada a EXPEDIÇÃO RAÍZES DO RIO AMAZONAS (2014) com duração de 2 meses, uma equipe de 5 pilotos de 5 países diferentes percorrem de moto e barco a bacia do rio Amazonas desde sua foz em Curuçá (Pará) até sua fonte no Nevado Mismi (Peru).  
| Tipo           | Privada                                         |
| Genero         | Sociedade Limitada                              |
| Fundação       | 23/03/2011                                      |
| Sede           | São Roque - SP                                  |
| Projetos       | Grandes expedições de moto; Projetos editoriais |
| Serviços       | Assessoria corporativa; Palestras corporativas  |
| Página oficial | www.dwq.com.br                                  |

1. ↑  http://www.leitoraviciada.com/2014/01/os-10-livros-mais-vendidos-segundo-veja_29.html
2. ↑  http://classificados.folha.uol.com.br/negocios/1246162-casal-viaja-os-cinco-continentes-e-aplica-tecnicas-de-empreendedorismo.shtml
3. ↑  http://epoca.globo.com/vida/noticia/2013/12/demos-bvolta-ao-mundob-em-650-dias.html
4. ↑  http://revistamarieclaire.globo.com/EuLeitora/noticia/2013/11/eu-leitora-rodei-cinco-continentes-de-moto-durante-dois-anos-e-voltei-mais-confiante-no-mundo.html
5. ↑  http://www.agapedobrasil.com.br/palestrante/152/Marcelo-Leite
6. ↑  «Cópia arquivada». Consultado em 2 de abril de 2015. Arquivado do original em 4 de abril de 2015
7. ↑  http://www.link11.com.br/palestrantes/marcelo-leite/
8. ↑  http://www.editoragente.com.br/livro/262/estrada-para-os-sonhos
9. ↑  http://jornalbrasil.com.br/noticia/livro-estrada-para-os-sonhos-esta-entre-os-dez-mais-vendidos.html
10. ↑  «Cópia arquivada». Consultado em 2 de abril de 2015. Arquivado do original em 5 de abril de 2015
11. ↑  http://int.territorioeldorado.limao.com.br/eldorado/audios!getPlayerAudio.action?destaque.idGuidSelect=80E0B3E6E62444C3BC451F40DF4DB167
12. ↑  http://globoesporte.globo.com/am/noticia/2014/09/de-moto-expedicionarios-cruzam-o-rio-amazonas-e-se-aproximam-de-manaus.html